# Consell General de les Landes

Logo del Consell General

El Consell General de les Lanas (en occità Conselh Generau deras Lanas) és l'assemblea deliberant executiva del departament francès de les Lanas, a la regió de la Nova Aquitània.
Des del 1975 la seu es troba a la Maison Planté, al carrer Victor Hugo de Mont de Marsan i des de 1982 el president és Henri Emmanuelli (PS).

## Antics presidents
- Julien Laurence : 1833-1857
- Adolphe Marrast : 1858-1866
- Victor Duruy: 1867-1870
- Antoine Lacaze : 1871-1873
- Adrien Lacroix : 1874-1891
- Childebert Pazat : 1892-1896
- Ferdinand de Candau : 1897
- Ernest Daraignez : 1898-1933
- Maxime Faget : 1934-1940

## Composició
El març de 2008 el Consell General de les Lanas era constituït per 30 elegits pels 30 cantons de les Lanas.
| Partit                        | Sigles | Electes |
| ----------------------------- | ------ | ------- |
| Majoria (26 escons)           |        |         |
| Partit Socialista             | PS     | 25      |
| Partit Comunista              | PCF    | 1       |
| Oposició (4 escons)           |        |         |
| Nou Centre                    | NC     | 1       |
| Divers Droite                 | DVD    | 1       |
| Unió pel Moviment Popular     | UMP    | 2       |
| President del Consell General |        |         |
| Henri Emmanuelli (PS)         |        |         |